# Mikronéziai labdarúgó-válogatott
A mikronéziai labdarúgó-válogatott Mikronéziai Szövetségi Államok válogatottja, melyet az Mikronéziai labdarúgó-szövetség (Federated States of Micronesia Football Association) irányít. A válogatott nem tagja a Nemzetközi Labdarúgó-szövetségnek, viszont társult tagja az Óceániai Labdarúgó-szövetségnek, valamint az NF-Tanácsnak. Mivel nem tagja a FIFA-nak, a labdarúgó-világbajnokságok selejtezőin nem vehet részt.

## Csendes-óceáni játékok
| Év       | Eredmény                            | Hely                                | M                                   | GY                                  | D                                   | V                                   | RG                                  | KG                                  |
| -------- | ----------------------------------- | ----------------------------------- | ----------------------------------- | ----------------------------------- | ----------------------------------- | ----------------------------------- | ----------------------------------- | ----------------------------------- |
| 1963     | Nem indult                          | Nem indult                          | Nem indult                          | Nem indult                          | Nem indult                          | Nem indult                          | Nem indult                          | Nem indult                          |
| 1966     | Nem indult                          | Nem indult                          | Nem indult                          | Nem indult                          | Nem indult                          | Nem indult                          | Nem indult                          | Nem indult                          |
| 1969     | Nem indult                          | Nem indult                          | Nem indult                          | Nem indult                          | Nem indult                          | Nem indult                          | Nem indult                          | Nem indult                          |
| 1971     | Nem indult                          | Nem indult                          | Nem indult                          | Nem indult                          | Nem indult                          | Nem indult                          | Nem indult                          | Nem indult                          |
| 1975     | Nem indult                          | Nem indult                          | Nem indult                          | Nem indult                          | Nem indult                          | Nem indult                          | Nem indult                          | Nem indult                          |
| 1979     | Nem indult                          | Nem indult                          | Nem indult                          | Nem indult                          | Nem indult                          | Nem indult                          | Nem indult                          | Nem indult                          |
| 1983     | Nem indult                          | Nem indult                          | Nem indult                          | Nem indult                          | Nem indult                          | Nem indult                          | Nem indult                          | Nem indult                          |
| 1987     | Nem indult                          | Nem indult                          | Nem indult                          | Nem indult                          | Nem indult                          | Nem indult                          | Nem indult                          | Nem indult                          |
| 1991     | Nem indult                          | Nem indult                          | Nem indult                          | Nem indult                          | Nem indult                          | Nem indult                          | Nem indult                          | Nem indult                          |
| 1995     | Nem indult                          | Nem indult                          | Nem indult                          | Nem indult                          | Nem indult                          | Nem indult                          | Nem indult                          | Nem indult                          |
| 2003     | Csoportkör                          | 10.                                 | 4                                   | 0                                   | 0                                   | 4                                   | 0                                   | 52                                  |
| 2007     | Nem indult                          | Nem indult                          | Nem indult                          | Nem indult                          | Nem indult                          | Nem indult                          | Nem indult                          | Nem indult                          |
| 2011     | Nem indult                          | Nem indult                          | Nem indult                          | Nem indult                          | Nem indult                          | Nem indult                          | Nem indult                          | Nem indult                          |
| 2015     | A tornán csak U23-as válogatottak 1 | A tornán csak U23-as válogatottak 1 | A tornán csak U23-as válogatottak 1 | A tornán csak U23-as válogatottak 1 | A tornán csak U23-as válogatottak 1 | A tornán csak U23-as válogatottak 1 | A tornán csak U23-as válogatottak 1 | A tornán csak U23-as válogatottak 1 |
| 2019     | Nem indult                          | Nem indult                          | Nem indult                          | Nem indult                          | Nem indult                          | Nem indult                          | Nem indult                          | Nem indult                          |
| 2023     | Meg kell határozni                  | Meg kell határozni                  | Meg kell határozni                  | Meg kell határozni                  | Meg kell határozni                  | Meg kell határozni                  | Meg kell határozni                  | Meg kell határozni                  |
| Összesen | Csoportkör                          | 1/15                                | 4                                   | 0                                   | 0                                   | 4                                   | 0                                   | 52                                  |

1
1. ↑  World Football Elo Ratings. eloratings.net